# Joseph Castanon
Joseph Michael Castanon (Denver, 19 agosto 1997) è un attore statunitense.

## Biografia
Fa il suo debutto cinematografico nel 2005 a 8 anni. Nel 2006 recita nel film Cambia la tua vita con un click dove interpreta Ben Newman da bambino, mentre le versioni più grandi sono interpretate da Jonah Hill da adolescente e Jake Hoffman da adulto.

## Filmografia parziale

### Cinema
- Cambia la tua vita con un click (Click), regia di Frank Coraci (2006)
- Happiness Runs, regia di Adam Sherman (2010)

### Televisione
- Wanted – serie TV, un episodio (2005)
- Crossing Jordan – serie TV, un episodio (2005)
- NCIS - Unità anticrimine (NCIS) – serie TV, un episodio (2005)
- Senza traccia (Without a Trace) – serie TV, un episodio (2006)
- Pepper Dennis – serie TV, un episodio (2006)
- Jericho – serie TV, 3 episodi (2006-2008)
- Shark - Giustizia a tutti i costi (Shark) – serie TV, un episodio (2006)
- E.R. - Medici in prima linea (ER) – serie TV, un episodio (2007)
- October Road – serie TV, un episodio (2008)
- Comanche Moon – serie TV, un episodio (2008)

### Doppiatori italiani
- Tito Marteddu in Comanche Moon